# Гримм, Карл Константин Людвиг
Карл Константин Людвиг Гримм (Луи Гримм, нем. Karl Konstantin Ludwig Grimm; 1820—1882) — немецкий арфист, основоположник берлинской школы арфистов.
Родился в 1820 году в Берлине. Учился у Элиаса Пэриш-Алварса. 
С 1844 года — солист оркестра Берлинской королевской оперы. 
В 1850-е гг. пользовался репутацией лучшего арфиста Германии: Юлиус Штерн констатировал, что «Гримм — первый из тех, кто сегодня есть в Германии», Франц Лист адресовал к Гримму нуждающихся в совершенствовании музыкантов.
Умер 23 мая 1882 года в Берлине придворным виртуозом, концертмейстером и членом придворной капеллы.
Среди многочисленных учеников Гримма были: Розалия Шпор, Альберт Цабель, Франц Пёниц, Вильгельм Поссе, а также русская арфистка Ида Эйхенвальд.